# Нейтральна мутація
Нейтральна мутація (англ. neutral mutation) (лат. neutralis - нікому не належить); (лат. mutatio) - зміна) - мутація, при якій відбувається зміна в гені, яка не відбивається на життєздатності організму (колір очей, група крові). Вважається, що чим довше здійснюється незалежна еволюція видів, тим більше нейтральних мутацій встигне закріпитися. Їх накопичення виявляється свого роду молекулярним годинником, за яким можна оцінити час незалежної еволюції видів і побудувати філогенетичне дерево.
Нейтральні мутації важливі з наступних причин:
По-перше, слід розуміти, що нейтральна мутація, яка з'явилася в одному організмі, може зникнути в наступному поколінні, а може і навпаки стати більш поширеною, просто завдяки випадку. З часом ці випадкові флуктуації призводять до того, що деякі нейтральні мутації поширюються на 100 % популяції. (До речі, це відбувається постійно у всіх видах і служить базою для принципу "молекулярних годин", які використовуються для того, щоб оцінити наскільки давно в історії розділилися дві групи організмів). Цей факт означає, що види постійно змінюються. Як би добре не був вид пристосований до свого довкілля, він все одно буде продовжувати еволюціонувати і змінюватися через фіксування нейтральних мутацій. Оскільки цей процес триває постійно, а позитивний природний відбір відбувається тільки, коли умови середовища змінюються, то історично велика частина еволюційних змін викликається саме нейтральними мутаціями.
По-друге, з існування "майже нейтральних мутацій" випливає, що вид ніколи не може бути ідеально пристосований до свого довкілля. Завжди будуть існувати позитивні мутації, ефект яких надто малий для того, щоб вони підтримувалися відбором і завжди будуть негативні мутації, ефект яких надто малий, щоб відбір їх відсівав.
По-третє, і цей важливий момент теж далеко не завжди пояснюють при початковому вивченні теорії еволюції, існування і поширення нейтральних мутацій означає, що в популяціях завжди (за винятком дуже маленьких популяцій з високим інбридингом) існує генетична різноманітність. Якщо умови існування виду стабільні, то це розмаїття нейтральне, але якщо умови змінюються, то саме існуюча різноманітність виду служить матеріалом для природного відбору. Варіанти, які раніше були нейтральними або майже нейтральними, в нових умовах можуть стати позитивними і негативними. Дуже часто порядок цих подій описується неправильно: "умови змінюються > виникають мутації> йде відбір".
| ДНК | Це незавершена стаття з генетики. Ви можете допомогти проєкту, виправивши або дописавши її. |